# De Oude Meerdijk
Das De Oude Meerdijk (bis Ende 2017 JenS Vesting) ist ein Fußballstadion in der niederländischen Gemeinde Emmen in der Provinz Drenthe. Es ist die Heimspielstätte des Fußballvereins FC Emmen. Im Januar 2018 wurde das Stadion in De Oude Meerdijk umbenannt.

## Geschichte
Das Stadion wurde in einen Gewerbegebiet am Rande der Stadt Emmen erbaut und am 27. August 1977 mit dem Spiel FC Emmen gegen den VV Emmen Germanicus (3:1) vor 6.500 Zuschauern eröffnet. Zu dieser Zeit hieß es noch Stadion Meerdijk und hatte 12.000 Plätze. Seinen damaligen Namen hatte es von der niederländischen Versicherungsgesellschaft Univé. Zu einem Relegationsspiel zur ersten Liga gegen den SC Heerenveen 1990 kamen 12.000 Zuschauer in die Sportstätte. In den Jahren 1994, 1996, 1997 und 2001 wurde die Sportstätte renoviert. Heute bieten die vier überdachten Tribünen den Zuschauern 8.600 Sitzplätze.
Die letzte Modernisierung 2001 wurde für die Junioren-Fußballweltmeisterschaft 2005 durchgeführt. Für das Turnier wurde die Anlage den Auflagen des Weltverbandes FIFA angepasst und komplett renoviert. So wurden auch die Zäune an den Tribünen entfernt und eine neue Flutlichtanlage mit 120 Scheinwerfern und einer Beleuchtungsstärke von 1.400 Lux installiert. In Emmen fanden acht WM-Spiele statt.
Anlässlich des 125. Jubiläum der Firma Univé fanden am 7. und 8. September 2007 zwei Konzerte im Univé-Stadion statt. Zu den zwei Konzerten mit u. a. Frans Bauer und Marco Borsato kamen 17.000 Zuschauer ins Stadion. Am 7. Mai 2008 fand ein Fußball-Länderspiel der Frauen in Emmen statt. Die Mannschaft der Niederlande und China trafen aufeinander und trennten sich 1:1 unentschieden.

## Galerie

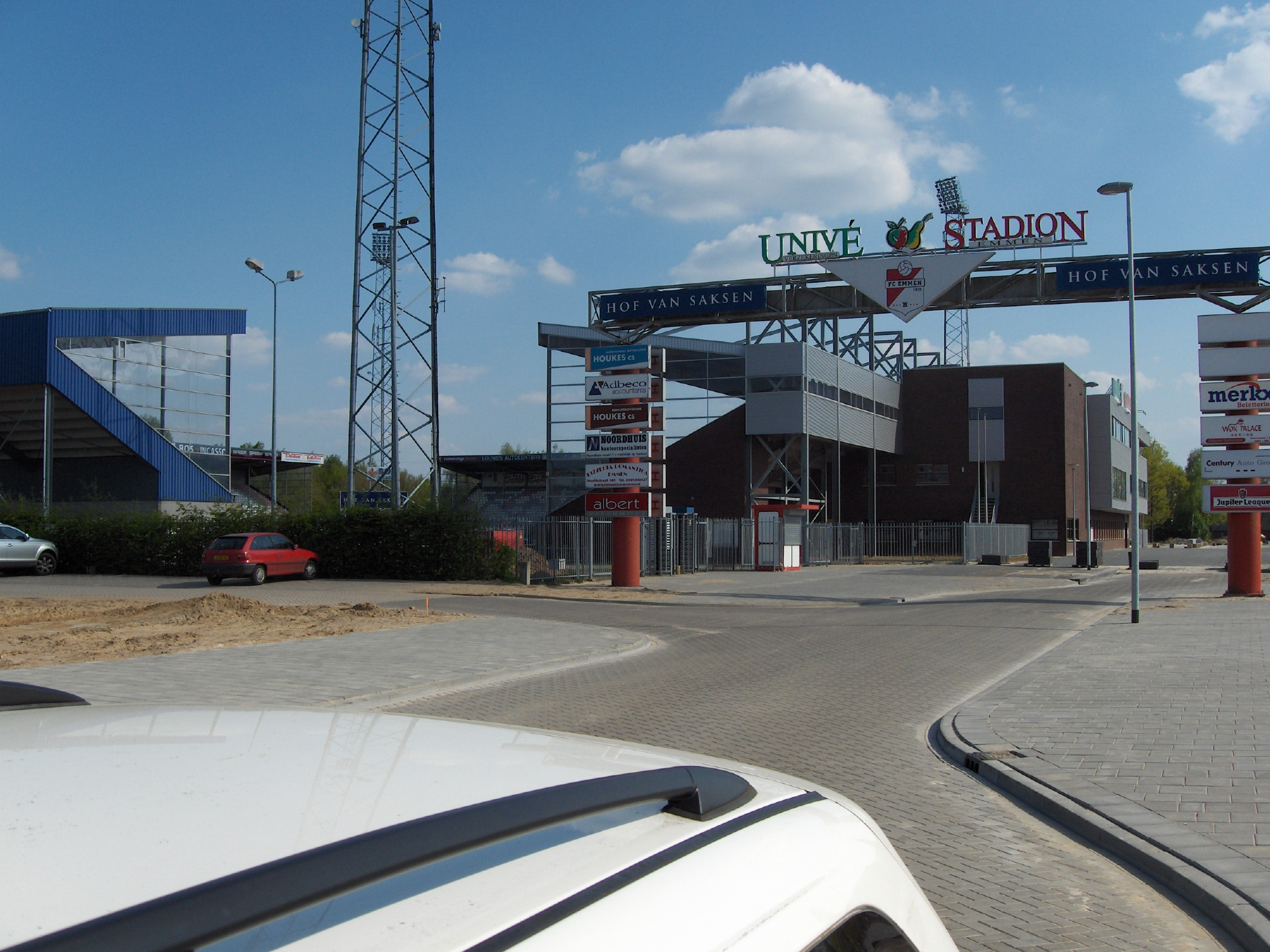
Haupteingang
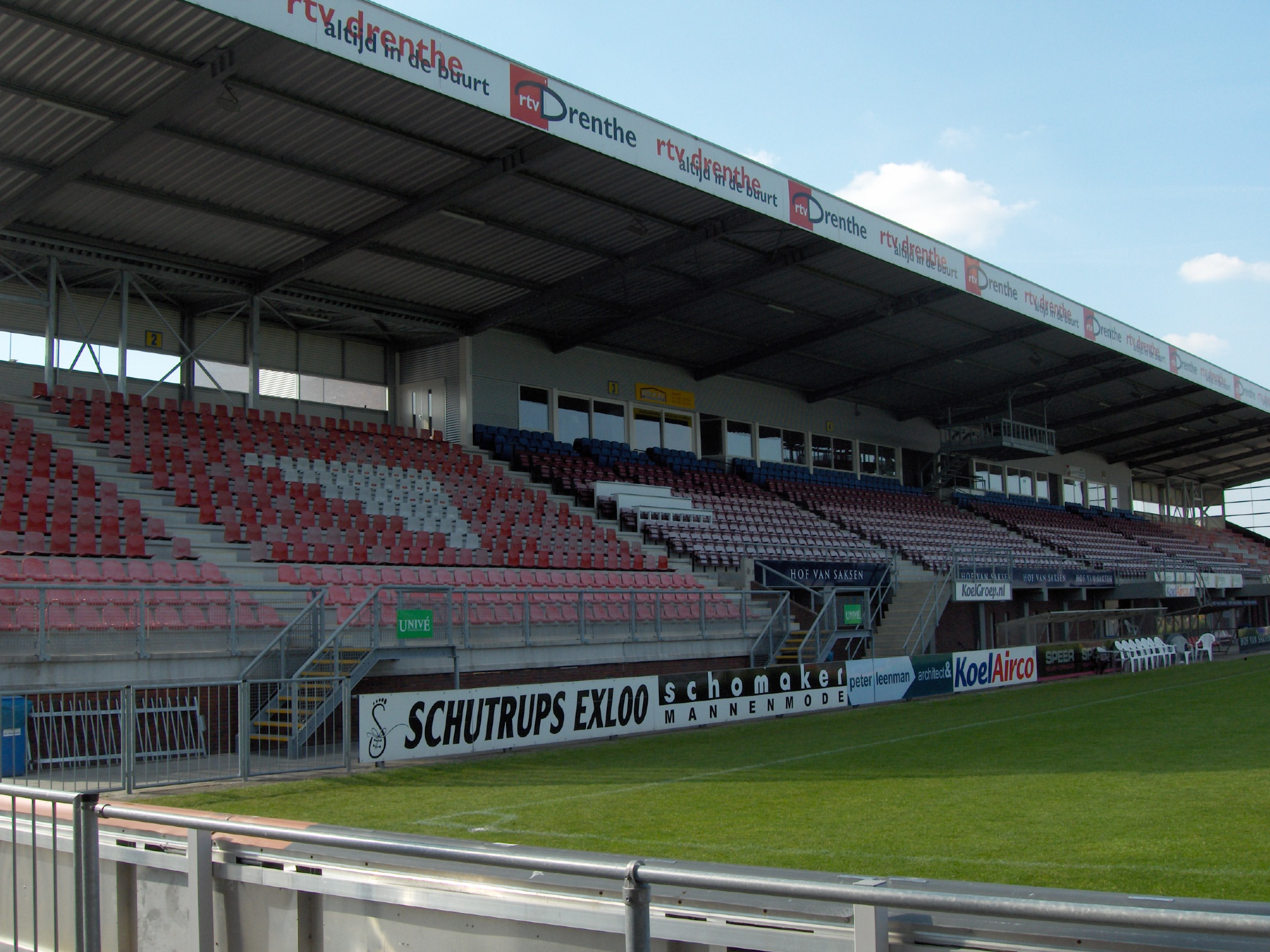
Westtribüne
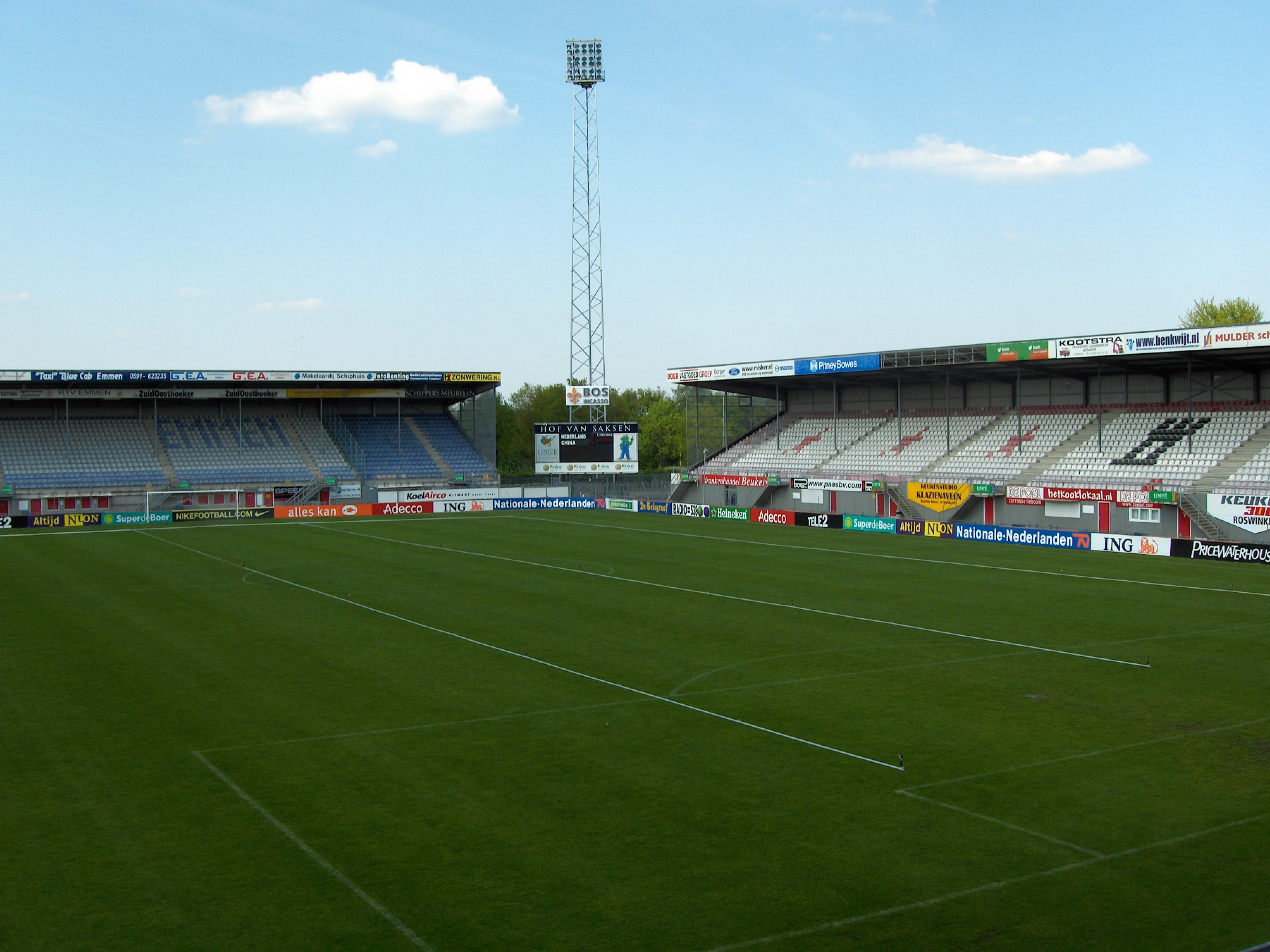
Nord- und Osttribüne
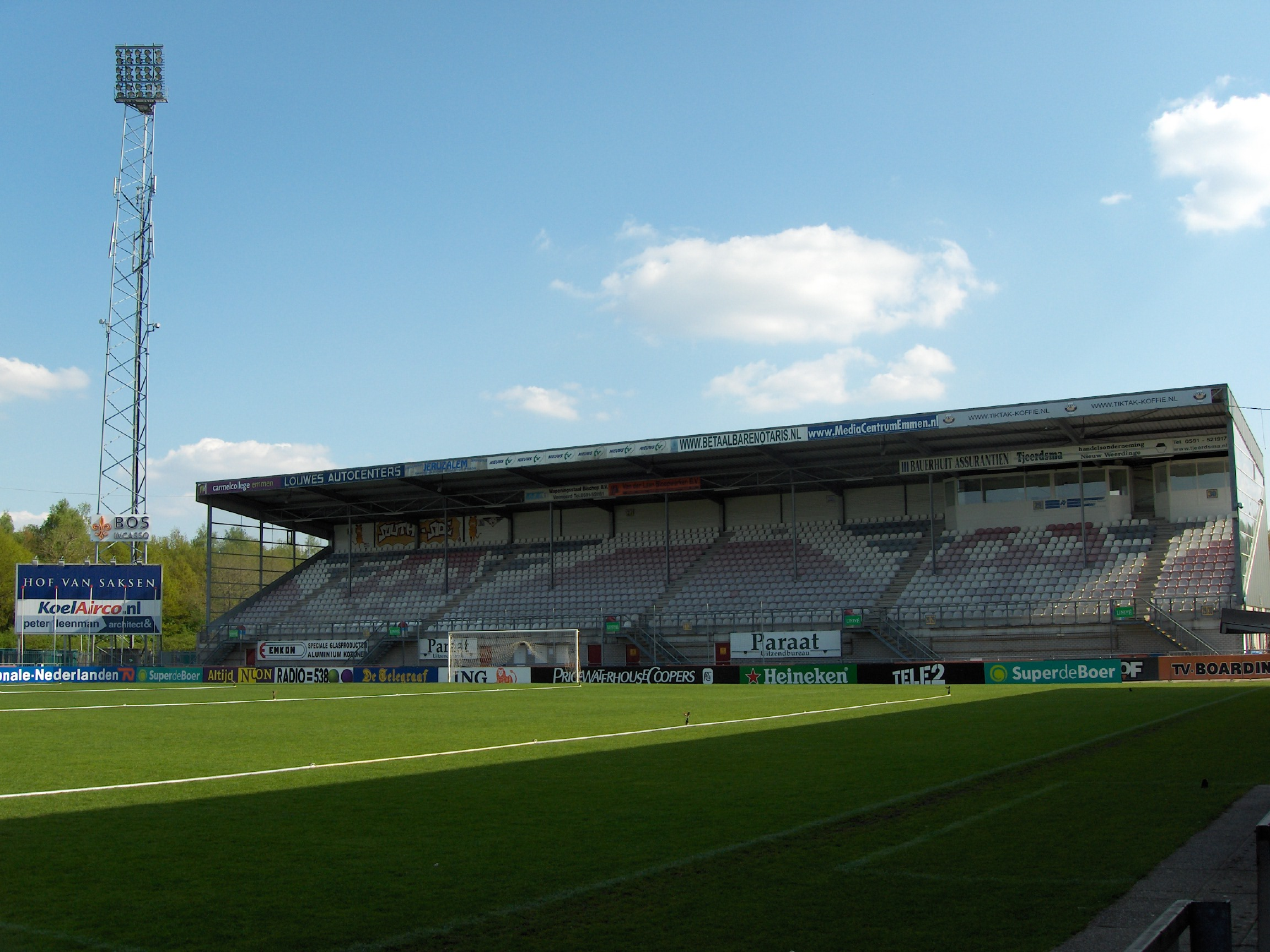
Südtribüne